# Terebra triseriata
Terebra triseriata é uma espécie de gastrópode do gênero Terebra, pertencente à família Terebridae.